# علیرضا (کتاب)
علیرضا کتابی است که توسط آریان گلمکانی در سال ۲۰۱۲ به زبان انگلیسی (solacers- تسکین‌ها) نوشته شد و به چاپ رسید و در سال ۱۳۹۲ توسط شادی حامدی به فارسی و توسط تانیا سلتزر به آلمانی ترجمه شد.
سبک نوشتاری کتاب شرح حال است که به صورت شخص اول روایت می‌کند. در واقع کتاب شرح حال خود نویسنده است که در دهه چهل و قبل از انقلاب بیشتر در ایران زندگی می‌کرد.
کتاب در سال ۲۰۱۲ برنده جایزه ویلیام سارویان برای نویسندگان دانشگاه استنفورد آمریکا شد.